# Ernst von Baumbach (Oberappellationsgerichtsrat)
Ernst Carl Moritz von Baumbach, auch von Baumbach-Kirchheim, (* 16. Juli 1804 in Fulda; † 13. Oktober 1874 in Kassel) war ein deutscher Jurist und Mitglied der kurhessischen Ständeversammlung.

## Leben

### Herkunft und Familie
Ernst von Baumbach kam aus dem Haus Kirchheim der zur Althessischen Ritterschaft zählenden Adelsfamilie von Baumbach, die bereits 1246 erstmals urkundlich erscheint und aus der zahlreiche Persönlichkeiten der hessischen Geschichte hervorgegangen sind.
Er war ein Sohn des Wilhelm Lebrecht von Baumbach (1757–1826), Offizier in der Hessen-kasselschen Armee. Aus dessen Ehe mit Caroline Schenck zu Schweinsberg (1770–1796) stammten die Kinder Moritz, Caroline und Friedrich (* 1796). Nach Carolines Tod heiratete er am 26. Dezember 1797 in Altenfeld Amalie Treusch von Buttlar (1780–1851), mit der er die Kinder
Ludwig (1799–1883), Ernst und Hermann Karl Julius (1809–1874, Regierungsbeamter) hatte.
Am 6. März 1838 heiratete Ernst in Nentershausen Klothilde Baumbach (1818–1881). Aus der Ehe gingen die Kinder Karl Moritz Wilhelm (* 1830, Obervorsteher der Althessischen Ritterschaft), Elisabeth Marie (* 1842, Diakonisse), Luise Auguste (* 1850), Reinhard Ludwig (* 1853, Ingenieur) und Wilhelm (1863–1949, Landrat) hervor.

### Wirken
Nach einer juristischen Ausbildung war er in den Jahren von 1825 bis 1831 Assessor beim Oberappellationsgericht Kassel und dort von 1831 bis 1848 Obergerichtsrat. 1863 wurde er Vorstand des Kriminal-Senats und stieg zum Vizepräsidenten des Gerichts auf.
In den Jahren von 1847 bis 1848 war er für den erkrankten Landgrafen Wilhelm II. von Hessen-Kassel Mitglied der kurhessischen Ständeversammlung.